# Малый серый длинноусый усач
Малый серый длинноусый усач (лат. Acanthocinus griseus) — жук из семейства усачей и подсемейства ламиин (Lamiinae).

## Описание
Длина тела 8 — 13 мм.

## Распространение
Европа, Россия, Малая Азия.

## Экология и местообитания
Развитие длится 1-2 года. Взрослые жуки появляются с апреля по август. Предпочитают хвойные деревья (сосну Pinus, пихту Abies, ель Picea).